# Pleurotomella aculeata
Pleurotomella aculeata é uma espécie de gastrópode do gênero Pleurotomella, pertencente a família Raphitomidae.